# كولن بروس
كولن بروس (بالإنجليزية: Colin Bruce)‏ هو كاتب وفيزيائي بريطاني، ولد في 1950.